# Генерал-губернатор Соломоновых Островов
Генерал-губернатор Соломоновых Островов — представитель монарха Соломоновых Островов (в настоящее время король Карл III).
Генерал-губернатор Соломоновых Островов, в отличие от большинства генерал-губернаторов королевств Содружества (за исключением Папуа — Новой Гвинеи), избирается парламентом на пятилетний срок, а не назначается по рекомендации премьер-министра. После избрания король Соломоновых Островов и Великобритании утверждает нового генерал-губернатора.
В настоящее время генерал-губернатором является Дэвид Тива Капу.

## Список генерал-губернаторов Соломоновых Островов
|   | Портрет | Имя                                                                                 | Вступил в должность | Покинул должность |
| - | ------- | ----------------------------------------------------------------------------------- | ------------------- | ----------------- |
| 1 |         | Сэр Баддели Девеси (1941—2012) англ. Baddeley Devesi                                | 7 июня 1978         | 7 июня 1988       |
| 2 |         | Сэр Джордж Джереа Деннис Леппинг (1947—2014) англ. George Gerea Dennis Lepping      | 7 июня 1988         | 7 июня 1994       |
| 3 |         | Сэр Пуибангара Мозес Питакака (1945—2011) англ. Moses Puibangara Pitakaka           | 7 июня 1994         | 7 июня 1999       |
| 4 |         | Сэр Джон Ини Лапли (1955—2025) англ. John Ini Lapli                                 | 7 июня 1999         | 7 июня 2004       |
| 5 |         | Сэр Натаниел Рахумаэа Ваэна (1945—) англ. Nathaniel Rahumaea Waena                  | 7 июня 2004         | 7 июня 2009       |
| 6 |         | Сэр Фрэнк Уту Офагиоро Кабуи (1946—) англ. Frank Utu Ofagioro Kabui                 | 7 июня 2009         | 7 июля 2019       |
| 7 |         | архиепископ Дэвид Окете Вувуири Вунаги (1950—2025) англ. David Okete Vuvuiri Vunagi | 7 июля 2019         | 7 июля 2024       |
| 8 |         | Дэвид Тива Капу (?—) англ. David Tiva Kapu                                          | 7 июля 2024         | действующий       |